# Waikino
Waikino est une petite localité située dans l’île du Nord de la Nouvelle-Zélande.

## Situation
Le district de Waikino est à la base de la péninsule de Coromandel, qui est une zone écologiquement très sensible avec d’importants chemins de randonnées au sein d’une forêt luxuriante, subtropicale, avec des ravins profonds et des rivières s’écoulant à travers de nombreux rapides.
La ville de Waikino est nichée dans l’extrémité sud d’une gorge, le long de la rivière Ohinemuri, entre la ville de Waihi et les gorges de Karangahake.

## Toponymie
Waikino est un nom maori et signifie « les eaux dans la gorge ».

## Accès
La State Highway 2 (en), traverse la rivière  Ohinemuri juste avant les gorges de Karangahake. 

## Histoire
L'histoire des mines d’or de Waikino remonte aux débuts de la colonisation de la Nouvelle-Zélande. 
Waikino fut le point central de l‘exploitation de l’or dans la région de Waikato et le district de la Baie de l'Abondance avec la construction en 1897 de la « batterie Victoria » aux confins de ce qui était une ville industrieuse supportée par l’expansion locale de l’industrie minière. 
La Waikinos Victoria Battery traitait le minerai aurifère de la grande mine de Martha située dans la ville de Waihi. 
La Batterie Victoria fut alors pour un temps, le complexe industriel le plus important de la Nouvelle-Zélande car, au-delà du traitement des minerais aurifères, il comportait alors des ateliers de charpentiers, une scierie et une fonderie. 
Avec 200 employés, la Battery fut la plus importante installation de broyage du quartz pour l’extraction de l’or de toute l’Australasie et était capable de concasser plus de  812 tonnes de minerai chaque jour pour lui donner la consistance du sable. 
Le bruit sourd du broyage de la roche pouvait être entendu à plus de 10 km.

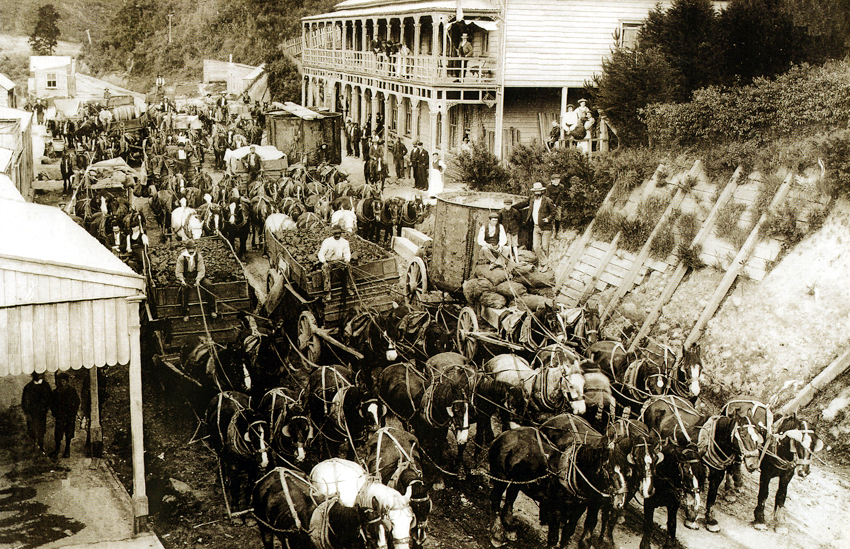
Le Waikino Express en 1889

Waitekauri, visible depuis la route panoramique à cinq km au-dessus de la ville de Waikino, était une ville qui existait antérieurement à la ville minière au niveau de Golden Cross, mais maintenant la ville de  Waitekauri n’existe plus à cet endroit, car elle a été démolie après la fin de la ruée vers l’or, et le village rendu à ses activités agricoles. 
Le puits local de Waitekauri et l’Hôtel historique du Golden Cross furent littéralement transportés à Waihi, où ils se dressent fièrement aujourd’hui comme un souvenir du temps passé.

## Évènement dramatique
Le 19 octobre 1923, une fusillade survient dans l’école de  Waikino et coûta la vie à deux élèves, Kelvin McLean, 13 ans et Charles Stewart, 9 ans ; cette fusillade reste la seule ayant eu lieu dans une école en Nouvelle-Zélande. 
Le tireur, John Christopher Higgins fut reconnu coupable de meurtre et condamné à mort ; sa peine fut commuée en prison à vie. Plus tard, Higgins a vu sa condamnation annulée pour cause de démence.

## Activités économiques
Quand l'exploitation de l’or devint non rentable après la Seconde Guerre mondiale, les habitants perdirent leur base économique et la ville redevint un petit village endormi, habité principalement par des retraités de la période fastueuse de la ruée vers l’or.
Toutefois, de petits magasins de commerce localisés dans la rue principale de Waikino perdurèrent jusqu’à la fin des années 1950. 
Lorsque Tom et Nell Buchanan fermèrent finalement les portes de leur magasin général et de la mercerie et se retirèrent plus haut dans les collines, cela marqua la fin d'une époque.
Les années 1970 furent marquées par l’arrivée de nouveaux arrivants à Waikino, attirés par le faible prix des maisons et la beauté du paysage. 
La contre-culture arriva en ville et transforma Waikino en un centre animé où gravitaient hippies et artisans. 
Ces adeptes de la contre-culture des années 1960 achetèrent de nombreuses vieilles maisons du village qui avaient été négligées au fil du temps, transformant même certaines d'entre elles en petits ateliers d'artisanat et en points de vente à partir desquels ils vendaient leurs marchandises localement et dans tout le pays.
Les magasins de détail de la route principale (State Highway 2) ont vu leurs vieilles boutiques et le Lodge Hall rénovées et rouvertes grâce à l’afflux de jeunes gens au style de vie alternatif s'éloignant du chaos des grandes villes.
Une fois de plus, l’ancienne ville fantôme, qui avait été fermée un certain temps, devint le point de rencontre central de la communauté jeune. 
La zone commerciale fut revigorée et les personnes revinrent dans la ville pour y travailler. 
Des centaines de touristes, attirés par l’atmosphère excentrique des hippies, s’arrêtaient aux points de vente de la rue principale pour déguster des plats sains faits maison, acheter de l’artisanat fabriqué localement dans les diverses boutiques. 
Certains s’arrêtaient simplement pour se détendre dans une atmosphère pittoresque, en regardant la rivière Ohinumeri se jeter dans les gorges époustouflantes de Karangahake.
En janvier 1977, la communauté apporta son support au festival de musique de Waikino (en), un festival de rock-blues et autres cultures, qui s’est tenu près de la ferme Bicknel en haut de la vallée de Waitawheta. 
Ce festival fut organisé dans le cadre du Nambassa, qui était initialement basé dans le village de Waikino, avant de se déplacer vers Waihi. 
Les bénéfices de cet évènement permirent d’acheter du fioul pour les personnes âgées du village et la construction d’un nouveau bureau de poste après l’inondation de 1981.

### Inondations de 1981

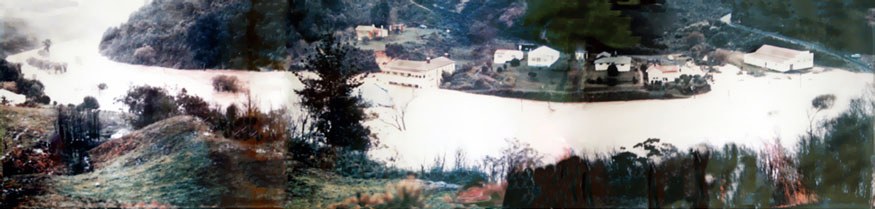
La grande inondation de 1981 de Waikino.

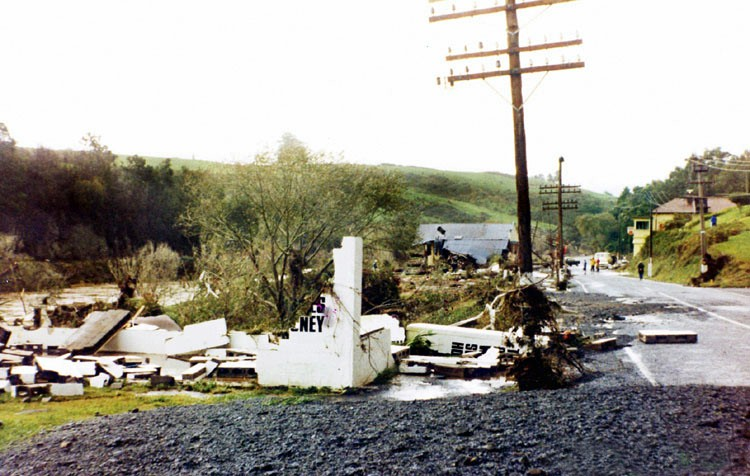
Conséquences des inondations de 1981 à Waikino

Les principaux magasins de la rue principale furent dévastés lors des grandes inondations de la rivière Ohinemuri en 1981. 
Un énorme torrent d’eau dévasta la zone commerciale du centre-ville de Waikino, envahissant ainsi de nombreuses maisons et les entraînant en aval dans les gorges de Karangahake. 
Seuls l’hôtel de Waikino et la maison communale furent sauvés et restent encore ouverts aujourd’hui. 

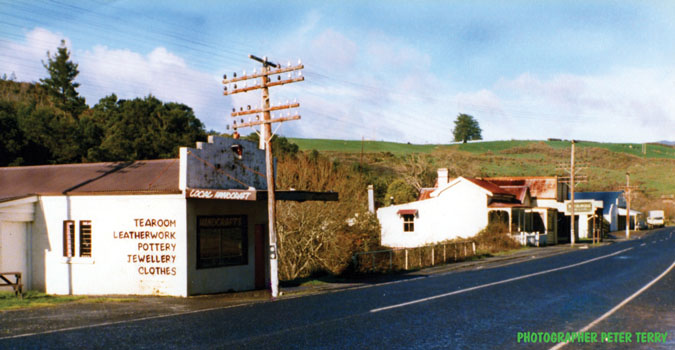
Les magasins d’artisanat avant l’inondation de 1981 à Waikino

Un nouveau bureau de poste fut reconstruit plus haut avec les fonds collectés par la communauté. Initialement, le gouvernement national estimait qu’un nouveau bureau de poste pour la communauté n’était pas rentable et décida de ne pas remplacer ce point central de services communautaires qui permettait à la population âgée de toucher leurs chèques de pension hebdomadaire. 
Cette décision malvenue souleva un tollé des habitants, dont beaucoup devinrent des activistes du jour au lendemain.
C'est ainsi qu'est né le Waikino Action committee qui fit pression sur le gouvernement et sur l'ensemble de la communauté pour obtenir la construction de ce nouveau bureau de poste communautaire. 
Après une campagne acharnée, le gouvernement recula et accepta la construction d’un nouveau bureau de poste, à condition que la communauté prenne à sa charge la plus grande partie des frais - ce qu'elle fit. 
Après la privatisation de la poste dans le cadre de la politique Rogernomics, ce service postal fut fermé définitivement dans les années 1990.

## Éducation
Waikino avait aussi sa propre école primaire, qui accueillait des enfants venant de loin et en particulier de la ville de Waihi avec un service de transport quotidien de bus.
L’école assurait l’enseignement de l’année 1 à 6 pour les élèves et fournissait un ordinateur pour deux élèves 

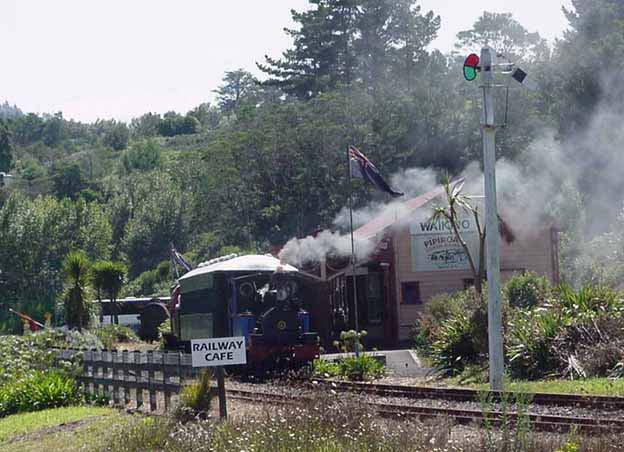
Le train à vapeur de Waikino et le café de la gare en 2005

. 

## Activités
Le tourisme et les industries artisanales sont aujourd’hui les principales sources de revenus de Waikino. 
De nombreuses visites et promenades sont organisées autour des anciennes installations minières et des anciens tunnels ferroviaires, ainsi que dans le magnifique bush indigène entourant les chutes d'eau et les vallées pittoresques. 
Il existe aussi un chemin de fer historique, parrainé par la commune, le Goldfields Railway (en), reliant le café de la gare de Waikino jusqu’à Waihi. 
Cette ligne faisait partie de la ligne principale de la côte est (en), qui fut ouverte en novembre 1905, mais en 1978, l’ouverture d’une déviation vers le sud la rendit superflue.  
Le Goldfields Railway a permis de sauver les 6 km de voies entre Waihi et Waikino et constitue maintenant une attraction touristique populaire, parcourue quotidiennement par des trains tirés par des locomotives à vapeur,  et par des locomotives Diesel préservées, qui fournissent la force motrice.